# Classics (D-A-D-album)
Classics' er et opsamlingsalbum af den danske rockgruppe D-A-D, der blev udgivet den 28. september 2012.

## Spor
1. "Laugh ´N´ A ½" - 3:31
2. "Sleeping My Day Away" - 4:23
3. "Bad Craziness" - 3:18
4. "Nineteenhundredandyesterday" - 4:58
5. "Jihad" - 2:55
6. "Point Of View" - 3:56
7. "Soft Dogs" - 4:30
8. "Beautiful Together" - 3:19
9. "Girl Nation" - 3:40
10. "Rim Of Hell" - 4:35
11. "Reconstrucdead	4:16
12. "Marlboro Man" - 2:54
13. "Scare Yourself" - 3:36
14. "Home Alone 4" - 3:44
15. "Helpyourselfish" - 4:39
16. "It´s After Dark" (live i KB Hallen) - 5:32